# William (5e comte de Sutherland)
Pour les articles homonymes, voir William.
William (IV) comte de Sutherland (mort en 1370/1371), 5e comte de Sutherland de 1333 à 1370/1371.

## Biographie
William IV est le fils Kenneth et de Marie, fille de Donald 6e comte de Mar. Il succède à son père comme 5e comte de Sutherland après la mort de ce dernier lors de la bataille de bataille de Halidon Hill le 19 juillet 1333. La Chronique de Lanercost relève qu'avec le comte de Fife et de le comte de Dunbar, il assiège en 1336 le château de Cupar tenu par William Bullock pour le compte des Anglais. En 1340 il participe à un raid en Angleterre avec le comte de March; au cours duquel ils infligent de grands dommages mais sont défaits sur le chemin du retour par Sir Thomas Gray.
En 1341 le roi David II d'Écosse revient dans son royaume après avoir passé neuf années en France, et William Sutherland entre en grande faveur à sa cour où il obtient en mariage, avec une dispense pontificale, Marguerite sœur du souverain à la fin de 1342. L'influence de Sutherland s'étend alors jusqu'à ce que le comté de Sutherland soit dispensé de se soumettre aux privilèges royaux le 10 octobre 1345, puis le 4 novembre la baronnie de Cluny en Aberdeenshire est adjointe aux possessions de Sutherland. Le 30 mars 1346 il reçoit avec son épouse la forteresse de Dunnottar dans le Mearns, avec une autorisation spéciale d'édifier des fortifications sur le rocher. En 1346 le comte Sutherland rejoint l'armée royale qui envahit l'Angleterre et qui est défaite lors de la bataille de Neville's Cross, où le roi David II et lui-même sont faits prisonniers.
Sutherland réapparaît en juin 1351, lorsqu'il reçoit un sauf-conduit à Newcastle afin d'aller négocier la rançon de  David II. En septembre 1346 un fils baptisé Jean lui était né, et il est donné en otage à son tour. En effet Jean Sutherland a une position importante car en contrepartie son oncle maternel David II d'Écosse à cette époque sans héritier, est autorisé à retourner pour quelques mois en Écosse. Lors de la libération définitive du roi en 1357, le comte de Sutherland et son fils redeviennent de nouveau tous deux otages en Angleterre. Le comte demeure finalement en Angleterre une dizaine d'années pendant lesquelles selon Walter Bower, le jeune Jean Sutherland meurt de la peste noire à Lincoln le 8 septembre 1361, privant ainsi  Sutherland de tout espoir d'une succession royale.
David II dote largement William Sutherland, notamment de la baronnie et du château d'Urquhart, le 28 février 1359, sans doute en échange de thanages dans le Kincardineshire, entre 1360 et 1365 il reçoit de nombreux dons en numéraire en complément des 80 livres payées par le roi David II pour ses dépenses en Angleterre. Toutefois en termes politiques l'influence de William Sutherland est désormais déclinante sans doute du fait des machinations de la faction dirigé par Robert Stuart le nouveau prince héritier qui s'est imposé au roi pendant que le comte de Sutherland languissait en Angleterre. C'est sans doute à cause  de Robert Stuart que David II ne s'est pas préoccupé plus activement de faire libérer Sutherland.
Sutherland est enfin revenu en Écosse à l'époque où il reçoit une donation le 27 février 1370, mais il doit être mort avant juin 1371, lorsque la baronnie d'Urquhart revient dans le domaine royal. Selon une tradition il aurait
été tué par des membres du Clan Mackay du fait d'une rivalité séculaire.

## Unions et postérité
Après la mort de son épouse Marguerite Bruce sans doute dès 1346, William IV Sutherland épouse en secondes noces, en novembre 1347, Joanna Menteith fille de John de Menteith  qui lui donne son fils et successeur Robert Sutherland 6e comte de Sutherland.

## Sources
- (en) C. A. McGladdery « William Sutherland, firth earl of Sutherland (d. 1369/1370), dans Sutherland family (per. c.1200–c.1510) », Oxford Dictionary of National Biography, Oxford University Press, 2004
- (en)   John L. Roberts  Lost Kingdoms. Celtic Scotland and the Middle Ages Edinburgh University Press (Edinburgh 1997)  (ISBN 0748609105).